# Karl Wilhelm Salice-Contessa

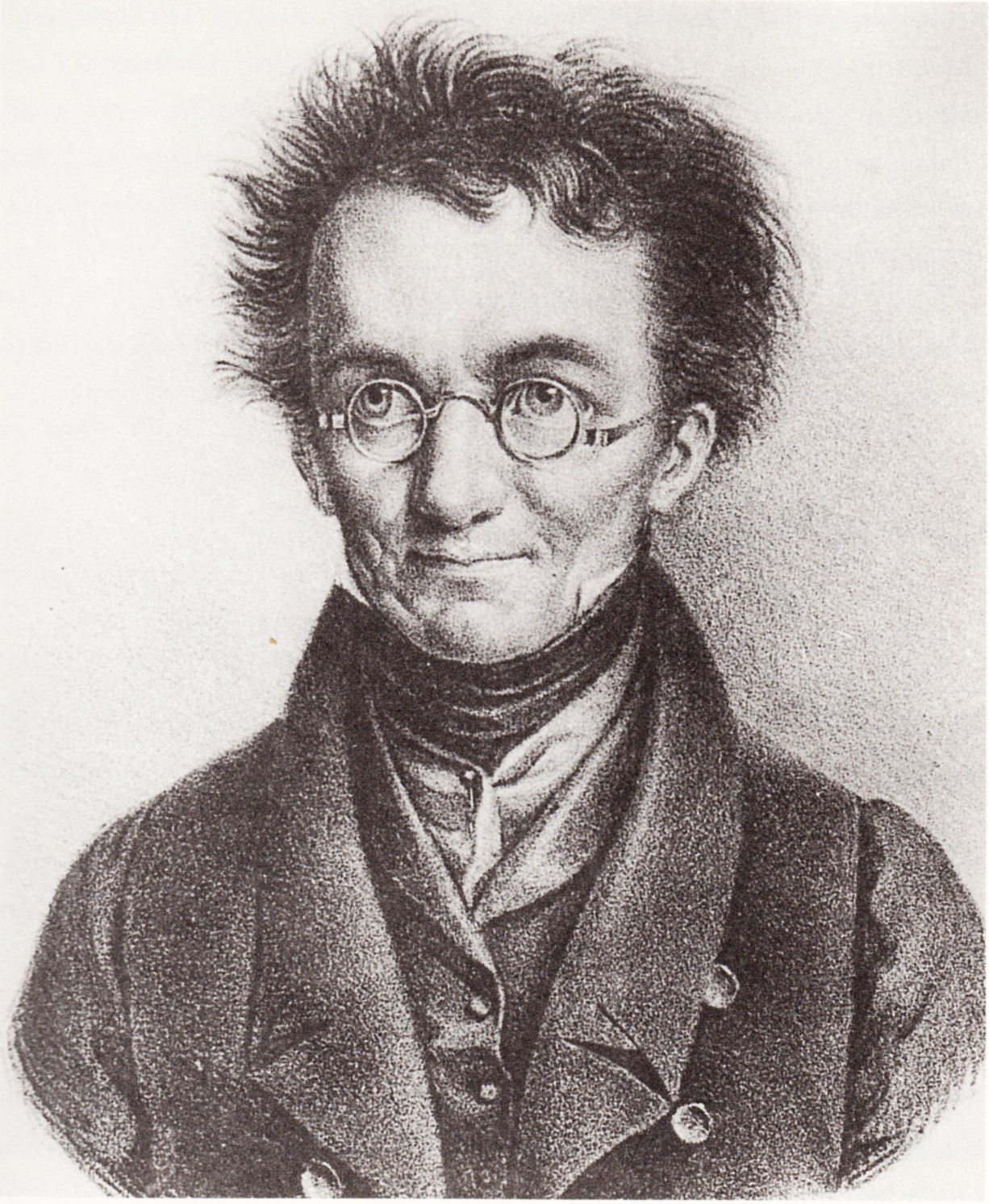
Karl Wilhelm Salice-Contessa

Karl Wilhelm Salice-Contessa (* 19. August 1777 in Hirschberg; † 2. Juni 1825 in Berlin) war ein schlesischer Dichter der Romantik.

## Leben
Contessa entstammte einer reichen italienischen Patrizierfamilie, die aus Salò am Gardasee nach dem damals österreichischen Schlesien um 1690 einwanderte. Seine Eltern waren der Leinwandgrossist aus Hirschberg Christian Salice-Contess (1736–1793) und dessen Ehefrau Johanna Elisabeth Mockwitz († 1801). Sein älterer Bruder Christian Jakob war ebenfalls als Dichter bekannt.
Zwischen 1795 und 1798 besuchte er das Pädagogium der Franckeschen Stiftungen in Halle, wo er sich mit Ernst von Houwald befreundete. Er begann in Erlangen das Studium der Rechtswissenschaften, das er aber schon nach einem Jahr abbrach, um nach einigen Reisen in Europa nach Weimar zu gehen, wo er sich 1802 niederließ.
Sein ganzes Leben von seinem Bruder und Houwald unterstützt, widmete er sich ganz seinen literarischen und musikalischen Neigungen. Seit 1805 lebte er in Berlin und seit 1816 zusammen mit seinem Freund Houwald auf Schloss Sellendorf bei Golßen, zuletzt auf Schloss Neuhaus bei Lübben. 1814 befreundete er sich mit E. T. A. Hoffmann und trat seinem Kreise der Serapionsbrüder bei.
Als Dichter war Karl Wilhelm Contessa ungemein produktiv und hinterließ neun Bände der „Gesammelten Werke“. Er gilt als Begründer der romantischen Riesengebirgsdichtung und hatte einigen Einfluss auf seine Zeitgenossen; in einigen Werken nahm er sogar die dämonisch-teuflischen Züge der Dichtung E. T. A. Hoffmanns vorweg. Seine Stoffe nahm er oft, wie sein Bruder, aus den Sagen des Vorlands des Riesengebirges und aus der Geschichte. Einige der Werke sind Gemeinschaftsarbeiten mit seinem Bruder, mit E. T. A. Hoffmann, mit Adelbert von Chamisso oder mit Friedrich de la Motte Fouqué. Seine Prosawerke befassen sich oft, wie die Hoffmanns, mit dem Spannungsverhältnis zwischen Kunst und Leben.
Contessa war auch ein geschätzter Landschaftsmaler.
Er heiratete 1802 die Bäckerstochter Johanna Jahn († 1803). Nach dem Tod seiner ersten Frau heiratete er 1808 eine Verwandte seiner ersten Frau, Henriette Nauendorf († 1816). Aus der Ehe entstammt der Sohn Karl († 12. März 1881). Dieser ging 1827 zum Militär und stieg bis 1849 zum preußischen Rittmeister auf, von 1849 bis 1851 war er Volontär in der Regierung von Posen und dann ab 1851 (zunächst als Vertreter ab 1853 als wirklicher) bis zu seinem Tod 1881 Landrat des Kreises Namslau (Schlesien); er starb als letzter des Geschlechts.

## Werke
- Das Räthsel/Der unterbrochene Schwätzer (zwei Lustspiele), 1808. Digitalisat
- Meister Dietrich, 1811
- Magister Rößlein, 1812
- Sämmtliche Schriften. Göschen, Leipzig 1826.
  - Band 1: Der Brief ohne Adresse. Manon. Der Gelehrte. Der Weiberfeind. (Digitalisat)
  - Band 2: Der Instinkt. Der unterbrochene Schwätzer. Das Räthsel. Der Talisman. Der Fündling oder die moderne Kunstapotheose. (Digitalisat)
  - Band 3: Der Liebes-Zwist. Meister Dietrich. Ich bin mein Bruder. (Digitalisat)
  - Band 4: Magister Röslein. Raimund. Die Ehen werden im Himmel geschlossen. Almenorade. Lebensharmonie. Der Orakelspruch. Haushahn und Paradiesvogel, oder die Gebirgsreise. (Digitalisat)
  - Band 5: Der Todesengel. Vergib uns unsre Schuld. Der schwarze See. Das Gastmahl. Das Schwert und die Schlangen. (Digitalisat)
  - Band 6: Das entschlossene Mädchen. Der Schatz. Das Bild der Mutter. (Digitalisat)
  - Band 7: Wer zuletzt lacht, lacht am besten. Der Liebhaber nach dem Tode. Die Schatzgräber. (Digitalisat)
  - Band 8: Ich bin meine Schwester. Die weiße Rose. Das Quartettchen im Hause. Aus Herr Balthasars Leben. (Digitalisat)
  - Band 9: Gedichte und kleine Aufsätze. (Digitalisat)
- Fantasiestücke eines Serapionsbruders, Berlin 1977, mit den Illustrationen von Gerhard Goßmann